# Dyscritomyia digitata
Dyscritomyia digitata är en tvåvingeart som beskrevs av James 1981. Dyscritomyia digitata ingår i släktet Dyscritomyia och familjen spyflugor. Inga underarter finns listade i Catalogue of Life.